# Jatiluhur (Karanganyar)
Jatiluhur is een bestuurslaag in het regentschap Kebumen van de provincie Midden-Java, Indonesië. Jatiluhur telt 2442 inwoners (volkstelling 2010).